# Wolf Lake (Minnesota)
Wolf Lake es una ciudad ubicada en el condado de Becker en el estado estadounidense de Minnesota. En el Censo de 2010 tenía una población de 57 habitantes y una densidad poblacional de 73,85 personas por km².

## Geografía
Wolf Lake se encuentra ubicada en las coordenadas 46°48′36″N 95°21′3″O / 46.81000, -95.35083. Según la Oficina del Censo de los Estados Unidos, Wolf Lake tiene una superficie total de 0.77 km², de la cual 0.77 km² corresponden a tierra firme y (0%) 0 km² es agua.

## Demografía
Según el censo de 2010, había 57 personas residiendo en Wolf Lake. La densidad de población era de 73,85 hab./km². De los 57 habitantes, Wolf Lake estaba compuesto por el 96.49% blancos, el 0% eran afroamericanos, el 0% eran amerindios, el 0% eran asiáticos, el 0% eran isleños del Pacífico, el 0% eran de otras razas y el 3.51% pertenecían a dos o más razas. Del total de la población el 0% eran hispanos o latinos de cualquier raza.